# Oekraïens
Het Oekraïens (украї́нська мо́ва, [ukrɑˈjı̽ɲsʲkɑ ˈmɔwɑ]) is een tamelijk grote taal in Europa, die naast het Russisch en het Wit-Russisch behoort tot de Oost-Slavische groep binnen de Slavische talen. Het is de officiële staatstaal van Oekraïne, maar wordt daarnaast ook gesproken in Wit-Rusland, Moldavië, Rusland, Canada, de Verenigde Staten, Brazilië en vele andere landen. Het Oekraïens is de moedertaal van ruim 27 miljoen mensen, waarvan er 25 miljoen in Oekraïne wonen. Daarnaast spreken ongeveer 5,8 miljoen mensen het Oekraïens als tweede taal.
In Oekraïne worden naast het Oekraïens ook de talen Russisch, Krim-Tataars, Roemeens, Hongaars, Bulgaars, Pools, Duits, Wit-Russisch, Slowaaks, Grieks, Armeens, Gagaoezisch en Romani gesproken. In het zuidoostelijke deel van het land overheerst het Russisch, in de noordwestelijke helft het Oekraïens. Volgens de volkstelling van 2001 zou 67,87% van de burgers van het land het Oekraïens als moedertaal spreken en 29,74% het Russisch.
In het tsaristische Rusland was het schriftelijk gebruik van het Oekraïens (dat toen officieel bekendstond als het "Kleinrussische dialect van de Russische taal") verboden. Onder het Sovjetbewind kreeg de taal beduidend meer erkenning, maar bleef in de praktijk toch wel achtergesteld bij het Russisch. Na de onafhankelijkheid van Oekraïne (1991) werd het Oekraïens als de enige officiële staatstaal erkend, waardoor de positie van de taal sterk is verbeterd. In de praktijk heeft het Russisch echter nog altijd een heel belangrijke positie. Waarschijnlijk heeft bijna 90% van de bevolking van Oekraïne op zijn minst een redelijke beheersing van beide talen. Overigens overheerst bij een deel van de Russische bevolking nog steeds de overtuiging dat het Oekraïens geen taal is maar een Russisch dialect, waardoor de taalkwestie sterk politiek geladen is.

## Terminologie
De naam Oekraïens is in de huidige betekenis pas in de 19e eeuw voor het eerst gebruikt. Binnen het keizerrijk Rusland stond het Oekraïens bekend onder de naam Kleinrussisch en in Galicië onder de naam Roetheens. Deze laatste benaming kan verwarring opleveren, omdat ze ook vaak wordt gebruikt voor het Oudroetheens (de bestuurstaal van het grootvorstendom Litouwen) en voor twee kleine, aan het Oekraïens verwante talen, het Karpato-Roetheens, dat gesproken wordt in Transkarpatië, Slowakije en Polen, en het Pannonisch Roetheens, dat gesproken wordt in voormalig Joegoslavië, met name in de Vojvodina. Deze laatste worden ook regelmatig aangeduid met de naam Rusinisch.

## Geschiedenis van het Oekraïens

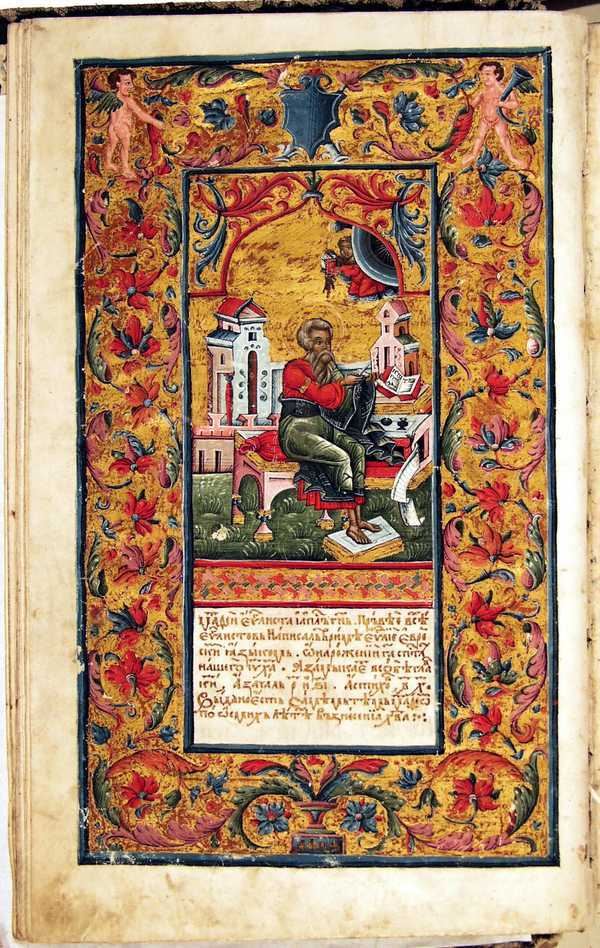
Het Peresopnytsja-evangelie (midden 16de eeuw): een voorbeeld van literatuur in het Oudroetheens of Oudoekraïens.

### Vroege ontwikkeling
Evenals het Russisch en het Wit-Russisch stamt het Oekraïens af van het Oudoostslavisch, een taal die tussen de 9e en de 13e eeuw werd gesproken in het Kievse Rijk. In de tweede helft van deze periode werden op het grondgebied van de latere Oekraïne de eerste specifieke kenmerken van het Oekraïens zichtbaar. Later ontwikkelde zich op deze gebieden het Oudroetheens, dat destijds ook wel Prosta mova (eenvoudige taal) werd genoemd en tegenwoordig ook wel bekend staat onder namen als Westelijk Oostslavisch, Oud-Oekraïens en Oud-Wit-Russisch. Dit was de bestuurstaal van het grootvorstendom Litouwen, dat naast het grondgebied van het huidige Litouwen ook heel Wit-Rusland en een groot deel van Oekraïne omvatte.
Na de samensmelting van het grootvorstendom Litouwen met het koninkrijk Polen tot het Pools-Litouwse Gemenebest in 1569 raakte het Oudroetheens geleidelijk op de achtergrond. Doordat het Pools in toenemende mate de taal van de regerende adel werd, leidde dit ook tot een geleidelijke polonisatie van het Oudroetheens. Doordat veel woorden werden ontleend aan het Pools, maar daarnaast ook uit het Duits, het Tsjechisch en het Latijn, begon de toenmalige volkstaal van de Oekraïners steeds meer op een West-Slavische taal te lijken en kwam deze steeds verder af te staan van het Russisch en het Kerkslavisch. Halverwege de 17de eeuw waren de talen van de Russen en de Oekraïners dermate uit elkaar gegroeid dat er tijdens de onderhandelingen tussen Bohdan Chmelnytsky en de Russische staat, die in 1654 zouden resulteren in het Verdrag van Perejaslav, tolken moesten worden ingezet. In diezelfde periode, in 1641, schreef Ivan Petrovytsj Oezjevytsj onder de titel Grammatica sclavonica de eerste grammatica van de taal waaruit later het Oekraïens en het Wit-Russisch zouden voortkomen. Dit was tevens de eerste grammatica van een Oostslavische taal.
In de 18e eeuw was het Oudroetheens inmiddels uiteengevallen in regionale varianten: het Oekraïens, het Wit-Russisch en het Rusinisch.

### Ontstaan van de Oekraïense schrijftaal
Het literaire Oekraïens is tegen het einde van de 18e eeuw tot stand gekomen. De eerste mijlpaal was de publicatie van de Eneïda van Ivan Kotljarevsky (1769-1838) in 1798. Deze schrijver was de eerste die de zuivere volkstaal van de regio rond Poltava in de literatuur gebruikte. Ook zijn theaterstuk Natalka Poltavka uit 1819, waarvoor hetzelfde gold, is van enorme invloed geweest op het Oekraïense theater. Van groot belang was daarnaast het oeuvre van de dichter Taras Sjevtsjenko (1814-1861), die zich baseerde op het dialect van de regio rondom Kiev, maar daarnaast in de door hem gebruikte taal elementen verwerkte van het Oudroetheens en het Kerkslavisch.
Destijds speelde het Oekraïense culturele leven zich vooral af in Centraal-Oekraïne, binnen het Russische Keizerrijk. West-Oekraïne, dat nooit onderdeel van Rusland was geweest en sinds de Poolse Delingen deel uitmaakte van Oostenrijk, was destijds nog een achtergebleven gebied. Hierin kwam pas in de tweede helft van de 19e eeuw verandering. Grote schrijvers en dichters als Ivan Franko (1856-1916) en Lesja Oekrajinka (1871-1913) hebben ertoe bijgedragen dat de Oekraïense schrijftaal werd uitgebreid met de West-Oekraïense dialecten.
De werken van zowel voornoemde personen als anderen gaven blijk van een groeiend nationaal bewustzijn onder Oekraïense intellectuelen, dat in verval was geraakt sinds het Kozakken-Hetmanaat door Rusland was opgeslokt. Deze wederopleving kwam onder meer tot uiting in de oprichting van de Broederschap van Sint-Cyrillus en Sint-Methodius, dat opgericht was door de folklorist Mykola Kostomarov en gedurende de jaren 1846-1847 in Kiev actief was. Het was dit broederschap dat voor het eerst de benamingen Oekraïners voor het volk en Oekraïens voor de taal hanteerde, naar de oude naam van het thuisland van de kozakken: Oekraïne, wat "grensland" betekent.

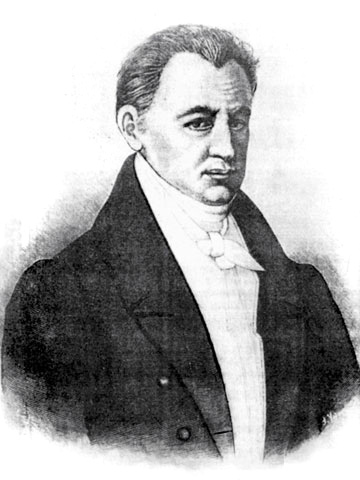
Ivan Kotljarevsky (1769–1838)
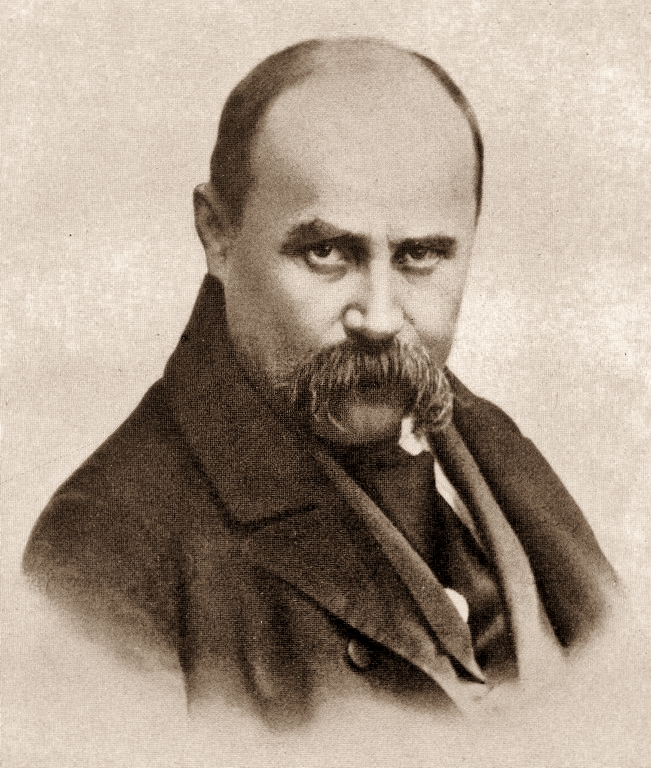
Taras Sjevtsjenko (1814–1861)
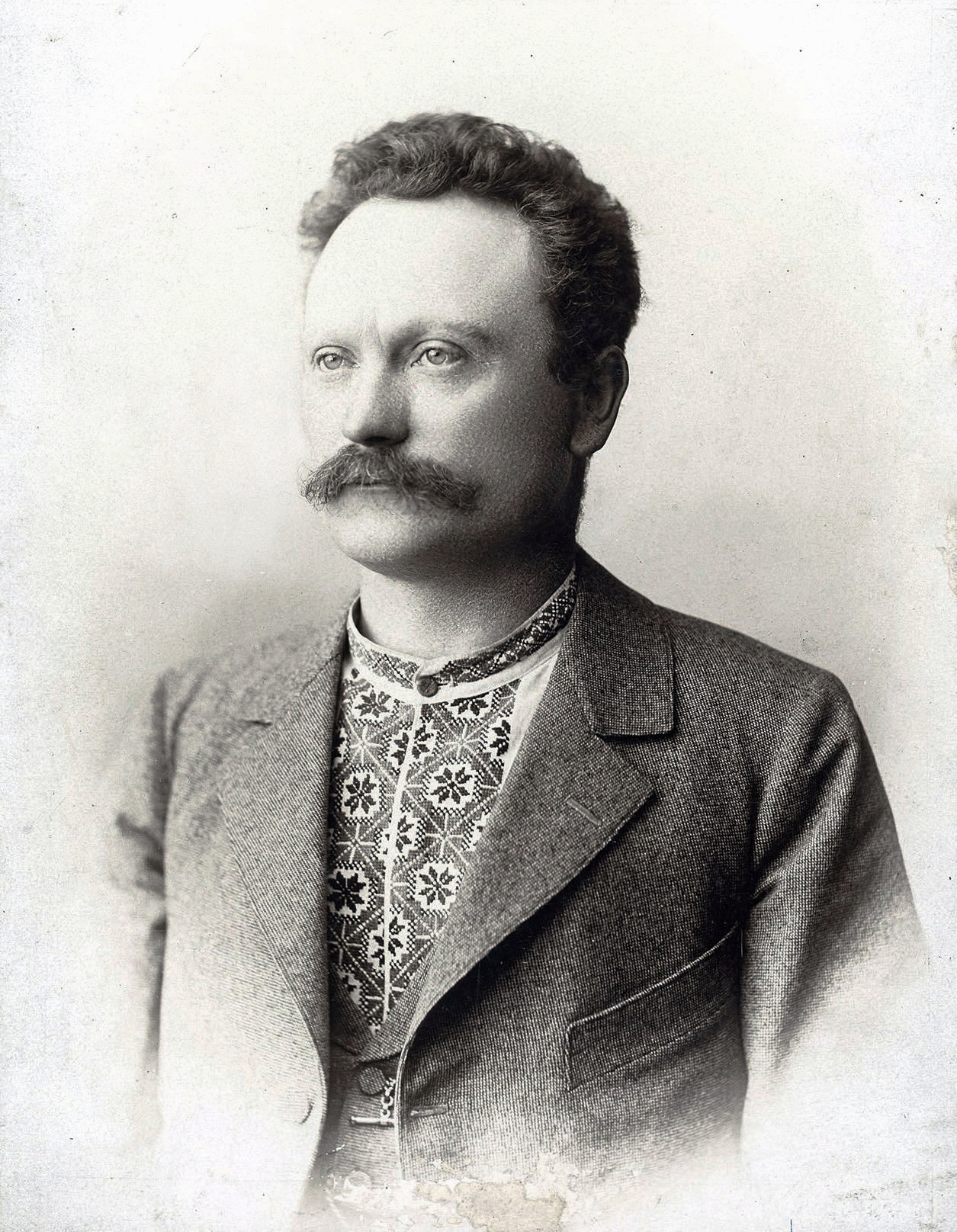
Ivan Franko (1856–1916)
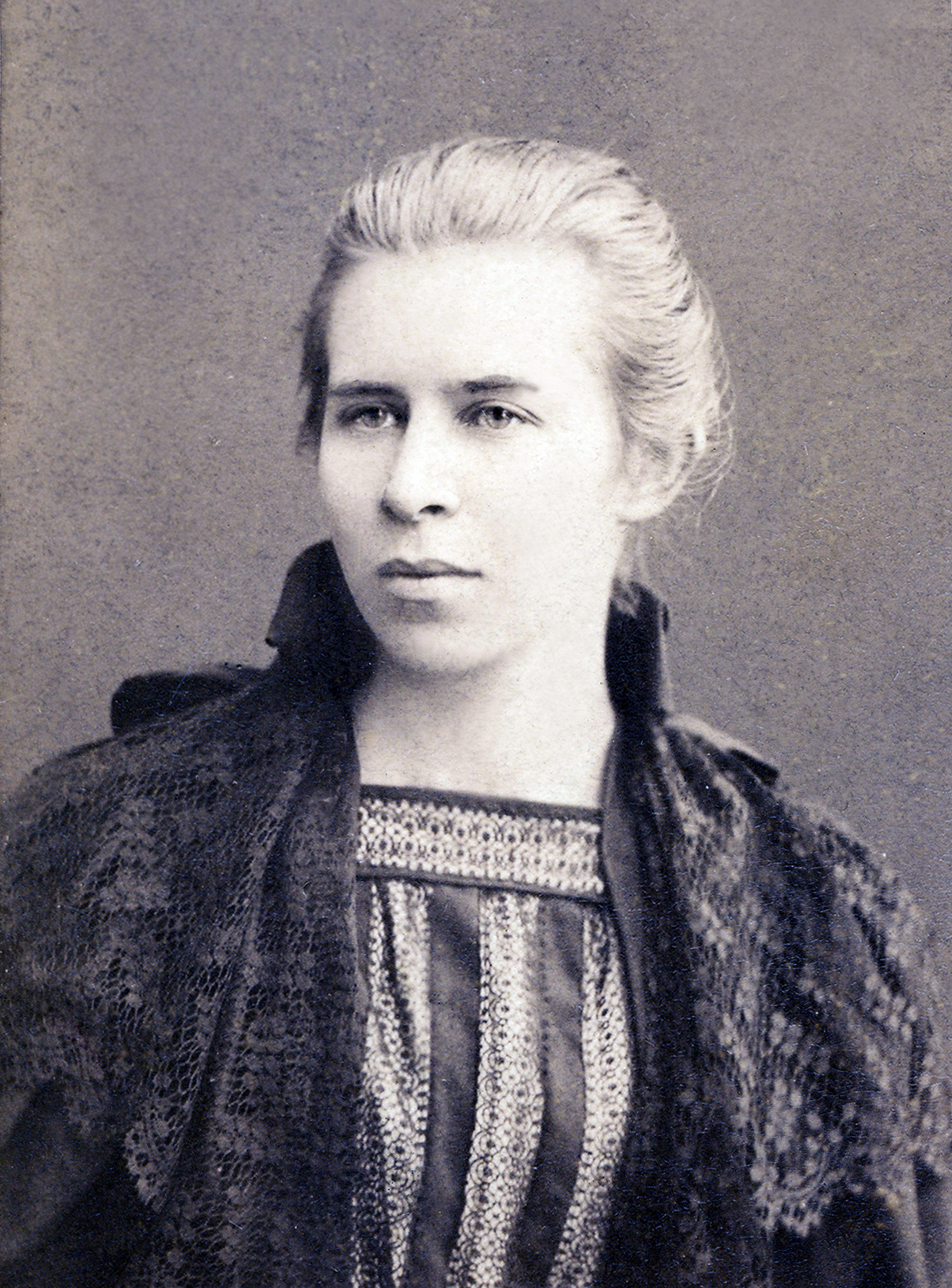
Lesja Oekrajinka (1871–1913)
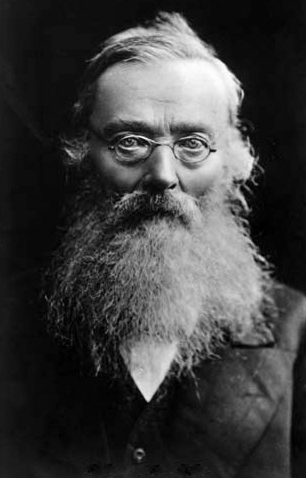
Mykola Kostomarov (1817–1885)

### De negentiende eeuw

#### Keizerrijk Rusland

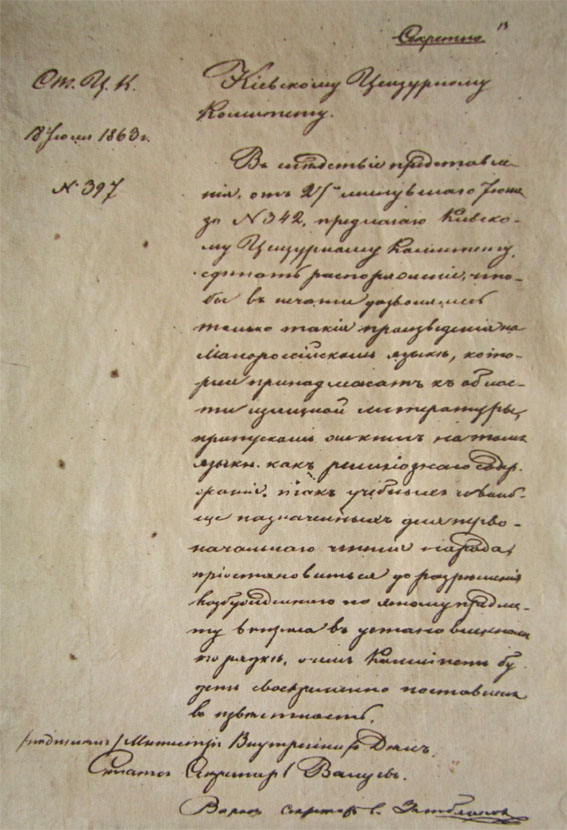
De Valkoejev-circulaire (1867).

In het 19e-eeuwse Rusland werden uitingen van de Oekraïense cultuur, en dan met name van de Oekraïense taal, met argusogen bekeken, zodat ze in toenemende mate aan vervolging bloot kwamen te staan. Gevreesd werd dat het langzaam opbloeiende nationaal bewustzijn van de Oekraïners de eenheid van de Russische staat zou kunnen ondermijnen. Om dit proces in de kiem te smoren, werd in 1804 het Oekraïens verboden als onderwijstaal en als schoolvak. In 1817 werd ook de Kiev-Mohyla Academie, de oudste universiteit van Oost-Europa, die sinds 1632 had bestaan, op bevel van de tsaar gesloten. In 1863 deed Pjotr Valoejev, de toenmalige minister van Binnenlandse Zaken, een circulaire uitgaan, waarin hij schreef dat:
"de meeste Klein-Russen zelf op tamelijk grondige wijze laten zien dat een afzonderlijke Klein-Russische taal nooit heeft bestaan, niet bestaat en ook nooit zal kunnen bestaan, en dat hun dialect, zoals dat door het gewone volk wordt gebruikt, hetzelfde is als Russisch, besmet met Poolse invloed erop."
Het gebruik van het Oekraïens in religieuze werken en leerboeken werd krachtens dit besluit verboden en was nu alleen nog toegestaan in bellettrie. In 1876 ging tsaar Alexander II Romanov nog een stap verder met de Oekaze van Ems, waarin alle publicaties in de Oekraïense taal werden verboden, evenals het gebruik van het woord Oekraïne.

#### Oostenrijk-Hongarije
In Oost-Galicië, dat sinds de Poolse Delingen deel uitmaakte van Oostenrijk en na 1867 van Oostenrijk-Hongarije, genoten de Oekraïners meer vrijheden. Toen de meer ontwikkelde volken (Duitsers, Hongaren, Italianen, Polen en Tsjechen) in opstand kwamen tegen de absolute monarchie, zocht het regime steun bij de minder ontwikkelde volken als Slowaken, Kroaten en Oekraïners. In het geval van laatstgenoemden leidde dit naast de afschaffing van de gehate corvee (die boeren dwong een aantal dagen per week op het land van hun landheer te werken) tot de officiële erkenning van de "Roetheense natie". Dit leidde tot een snelle opbloei van het Oekraïense nationale, politieke en culturele leven. Hoewel in de tweede helft van de 19e eeuw de spanningen met de Poolse bevolking, die in Galicië nog steeds de boventoon voerden, ernstig toenamen, kon de Oekraïense taal hier beter gedijen dan binnen het keizerrijk Rusland, met als gevolg dat het middelpunt van de Oekraïense nationale beweging naar het westen verschoof.

### De twintigste eeuw

#### Onafhankelijkheid
Tijdens de Eerste Wereldoorlog vond in 1917 de Russische Revolutie plaats en viel in 1918 de Oostenrijks-Hongaarse dubbelmonarchie uit elkaar. In 1918 verklaarden zowel de Oekraïense Volksrepubliek als de West-Oekraïense Volksrepubliek zichzelf onafhankelijk van Rusland resp. Oostenrijk, om vervolgens in 1919 samen te vloeien tot één onafhankelijke Oekraïense staat. Hoewel deze uiteindelijk slechts een kort leven beschoren is geweest, werd er in deze periode een uitgebreid Oekraïenstalig onderwijssysteem opgezet en kon de Oekraïense literatuur bloeien als nooit tevoren.

#### Sovjet-Unie

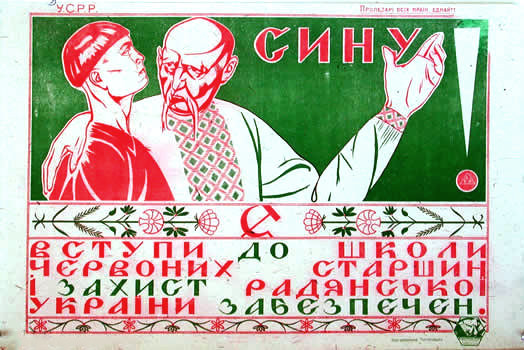
Een voorbeeld van korenizatsija: propaganda voor het Rode Leger uit 1921.

De bezetting van Oekraïne door het Rode Leger en daaruit voortvloeiend de toetreding van de Oekraïense Socialistische Sovjetrepubliek tot de Sovjet-Unie maakte weliswaar een einde aan de Oekraïense onafhankelijkheid, maar niet aan de oekraïnisatie die enkele jaren daarvoor was ingezet. Gedurende de jaren twintig was het beleid van de bolsjewieken erop gericht de nationale bewegingen onder minderheden voor zich te winnen door het gebruik van minderheidstalen actief te bevorderen en in deze talen onderwijssystemen op te zetten. Deze politiek werd korenizatsija (worteling) genoemd en was er primair op gericht het communisme te bevorderen met de leus: "nationaal van vorm, socialistisch van inhoud". Dit gebeurde niet zozeer uit liefde voor minderheidstalen en -culturen, maar omdat nationalisme als een tijdelijke, door de bourgeoisie aangewakkerde kwalijke invloed werd gezien; naarmate de ideale communistische samenleving dichterbij kwam, zouden de verschillen tussen de volken vanzelf ophouden een rol te spelen en zouden de quasionafhankelijke republieken automatisch samenvloeien tot één communistisch wereldrijk.
In de Oekraïense Socialistische Sovjetrepubliek leidde deze politiek tot de totstandkoming van veel lesmateriaal in het Oekraïens en een breed opgezet systeem van Oekraïenstalig openbaar onderwijs. Dit leidde tot een aanzienlijke verbetering van de lees- en schrijfvaardigheid onder de bevolking en ook tot een trek van Oekraïenstaligen van het platteland naar de stad. Een belangrijke rol in dit proces werd gespeeld door twee Oekraïense bolsjewieken, die in de jaren twintig beiden minister van Onderwijs waren: Oleksandr Sjoemsky en Mykola Skrypnyk.

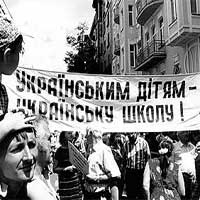
Een demonstratie in 1989 tegen russificatie: "Voor Oekraïense kinderen Oekraïens onderwijs!"

Aan dit beleid van oekraïnisatie kwam eind 1932, begin 1933 abrupt een einde. Onderwijs, media, boeken en andere publicaties moesten omschakelen naar het Russisch en het Oekraïens werd nu als uiting van "Oekraïens bourgeois-nationalisme" als een bedreiging beschouwd. Onder het regime van Jozef Stalin werd de overgrote meerderheid van de Oekraïense intelligentsia, inclusief onderdelen van de communistische partij die verantwoordelijk waren geweest voor het oekraïnisatiebeleid, weggezuiverd en geëxecuteerd. De terreur bereikte een hoogtepunt tijdens de Holodomor, die aan miljoenen Oekraïners het leven kostte, en werd voortgezet tijdens de grote zuiveringen van de jaren dertig. Tegelijkertijd werden, als onderdeel van deze russificatiepolitiek, miljoenen arbeiders uit Rusland aangespoord om zich in de geïndustrialiseerde delen van Oekraïne te vestigen. Van de relatieve autonomie die de republiek in de jaren twintig had genoten, bleef weinig meer over. Hoewel het Oekraïens niet verboden was en zelfs de officiële taal van Oekraïne bleef, gold dit alleen op papier en werd het Russisch de enige taal die nog in de wetenschap en de landelijke media gebruikt mocht worden.
Tijdens de Tweede Wereldoorlog werd ditzelfde patroon herhaald in Oost-Galicië, dat achtereenvolgens door de Sovjet-Unie werd bezet en bij de Oekraïense Socialistische Sovjetrepubliek werd ingelijfd. Na een korte periode van oekraïnisatie, die vooral gericht was tegen de Poolse bevolking, werd een groot deel van de Oekraïense intellectuelen vermoord, werd de Oekraïense taal bestreden en volgde er begin jaren vijftig een politiek van russificatie.
Na de dood van Stalin volgde er een periode van relatieve vrijheid, vooral in de periode waarin Petro Sjelest eerste secretaris van de Oekraïense Communistische Partij was. Sjelest was een typische vertegenwoordiger van de door Chroesjtsjov ingezette "dooi". Als leider van de Oekraïense partij voerde hij een beleid dat sterk was gericht op de eigen, Oekraïense belangen: hij sprak van de "schoonheid van de Oekraïense taal", zette zich in voor de oekraïnisatie van onderwijs en cultuur, en stond daarnaast een zekere mate van lokale en economische autonomie toe. Dit beleid bracht hem echter in conflict met Leonid Brezjnev en in 1972 werd hij uit zijn functie ontheven. Onder zijn opvolger Volodymyr Sjtsjerbytsky namen de russificatiepolitiek en de onderdrukking van de Oekraïense taal en cultuur weer toe.
Het gevolg van deze politiek was dat zelfs veel Oekraïners ervoor kozen hun kinderen in het Russisch op te voeden en naar Russische scholen te sturen. Het Russisch had immers, als voertaal van de Sovjet-Unie en als lingua franca in de interetnische communicatie, veel meer prestige en gaf ook veel betere carrièremogelijkheden. De Oekraïense socioloog Mykola Rjabtsjoek spreekt in dit verband dan ook van het "Kleinrussische complex": de overtuiging van Oekraïners dat zij slechts een tak zijn die "door kwade historische krachten" van de Grootrussische boom is afgescheurd, en dat hun taal en cultuur enerzijds nauwelijks verschillen van de Russische, maar er paradoxaal genoeg wel volkomen inferieur aan zijn. Een ander effect was dat de Oekraïense taal in hoge mate beïnvloed raakte door het Russisch, en dat ook een Oekraïens-Russische mengtaal, Soerzjyk, zich sterk verspreidde.
Ook toen ten tijde van de perestrojka de teugels in de Sovjet-Unie wat werden gevierd, veranderde er in Oekraïne weinig. Pas in 1989 werd de hardliner Sjtsjerbytsky vervangen door de meer gematigde Volodymyr Ivasjko en in datzelfde jaar werd de volksbeweging Roech opgericht. Een jaar later verklaarde Oekraïne zich autonoom en nog een jaar later onafhankelijk.

## Huidige status

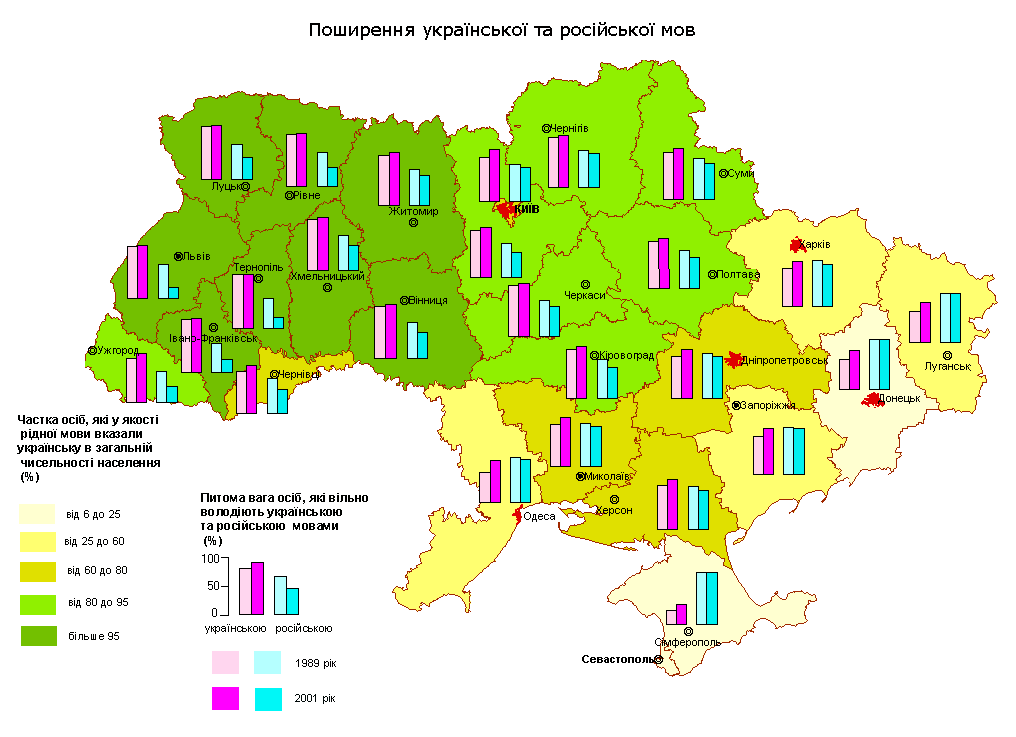
Verspreiding van het Oekraïens (paars) en het Russisch (blauw) in Oekraïne in de jaren 1989 en 2001.

Op 28 oktober 1989 nam de Opperste Sovjet van Oekraïne een wet aan "betreffende de taal in de Oekraïense Socialistische Sovjetrepubliek". Op grond van artikel 2 van deze wet zou het Oekraïens de status krijgen van staatstaal:
"Volgens de Grondwet van de Oekraïense SSR is het Oekraïens de staatstaal van de Oekraïense Socialistische Sovjetrepubliek. De Oekraïense SSR garandeert de alomvattende ontwikkeling en het functioneren van de Oekraïense taal in alle sferen van het maatschappelijk leven. Republikeinse en lokale overheids-, partij- en burgerorganen, ondernemingen, instellingen en organisaties creëren voor alle burgers de voorwaarden die nodig zijn om het Oekraïens te leren en grondig te beheersen."
Deze toestand werd in artikel 10 van de Oekraïense grondwet van 1996 bekrachtigd.

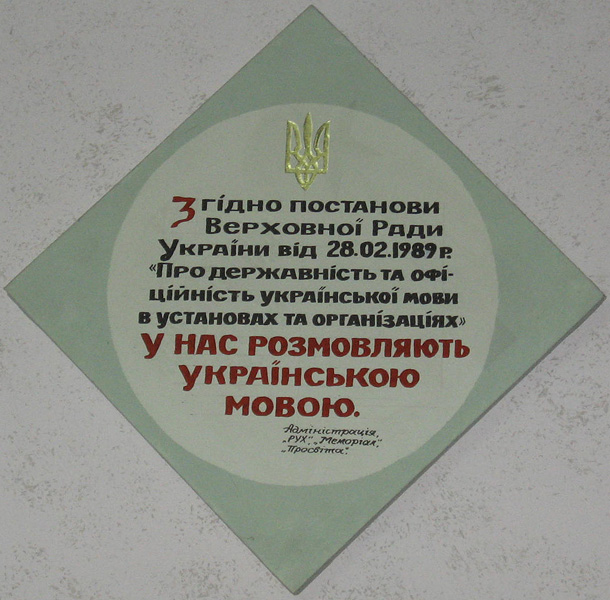
Een voorbeeld van oekraïnisatie: "Conform het besluit van de Opperste Sovjet van Oekraïne van 28-02-1989 betreffende de Oekraïense staat en de officiële status van het Oekraïens in instellingen en organisaties wordt er bij ons Oekraïens gesproken".

Sinds Oekraïne zich op 24 augustus 1991 onafhankelijk verklaarde, heeft de regering alles in het werk gesteld om het gebruik van de Oekraïense taal in het onderwijs, de media en de economie te bevorderen. Een steeds groter deel van de bevolking, inclusief mensen met de Russische nationaliteit en Oekraïners die het Russisch als moedertaal hadden, ging zich met de Oekraïense natie identificeren, zelfs diegenen die hoofdzakelijk Russisch bleven spreken. Het woord "moedertaal" betekent dan ook niet automatisch dat dit ook de taal is die men het meest gebruikt: de overgrote meerderheid van de mensen met de Oekraïense nationaliteit beschouwt het Oekraïens als moedertaal, zelfs diegenen die meer Russisch spreken dan Oekraïens.
In augustus 2012 werd er in de tijd dat Viktor Janoekovytsj president was, een nieuwe wet ingevoerd die bepaalde dat elke taal die in een bepaalde regio door meer dan 10% van de bevolking werd gesproken, er de status van "regionale taal" kon krijgen. Dit leidde er binnen enkele weken toe dat in een aantal oblasten (provincies) en steden in het oosten en zuiden van Oekraïne het Russisch deze status verkreeg. Het directe gevolg van deze wet was dat het Russisch in officiële documenten en in contacten met de overheid mocht worden gebruikt.
Na de Revolutie van de Waardigheid besloot het Oekraïense parlement op 23 februari 2014 de wet op de regionale talen ongeldig te verklaren en het Oekraïens de status te geven van enige staatstaal op alle niveaus. Noch president Toertsjynov, noch zijn opvolger Porosjenko heeft dit besluit echter willen ondertekenen. In februari 2018 besloot het constitutionele hof van Oekraïne uiteindelijk dat de wet op het gebruik van regionale talen in strijd was met de Oekraïense grondwet.
In april 2019 nam het Oekraïense parlement een nieuwe wet aan "tot steun aan het functioneren van het Oekraïens als staatstaal". In juli van dat jaar trad deze in werking. Doel was dat de rol van het Oekraïens als enige staatstaal te bekrachtigen en het gebruik ervan op dertig verschillende niveaus te reguleren.
De taal- en spellingsregels voor het Oekraïens worden vastgelegd door het Oekraïense Ministerie van Onderwijs en Wetenschap op basis van aanbevelingen van deskundigen van de Oekraïense Nationale Academie van Wetenschappen, andere wetenschappelijke instanties en instellingen voor hoger onderwijs.

### Hernieuwde russificatie

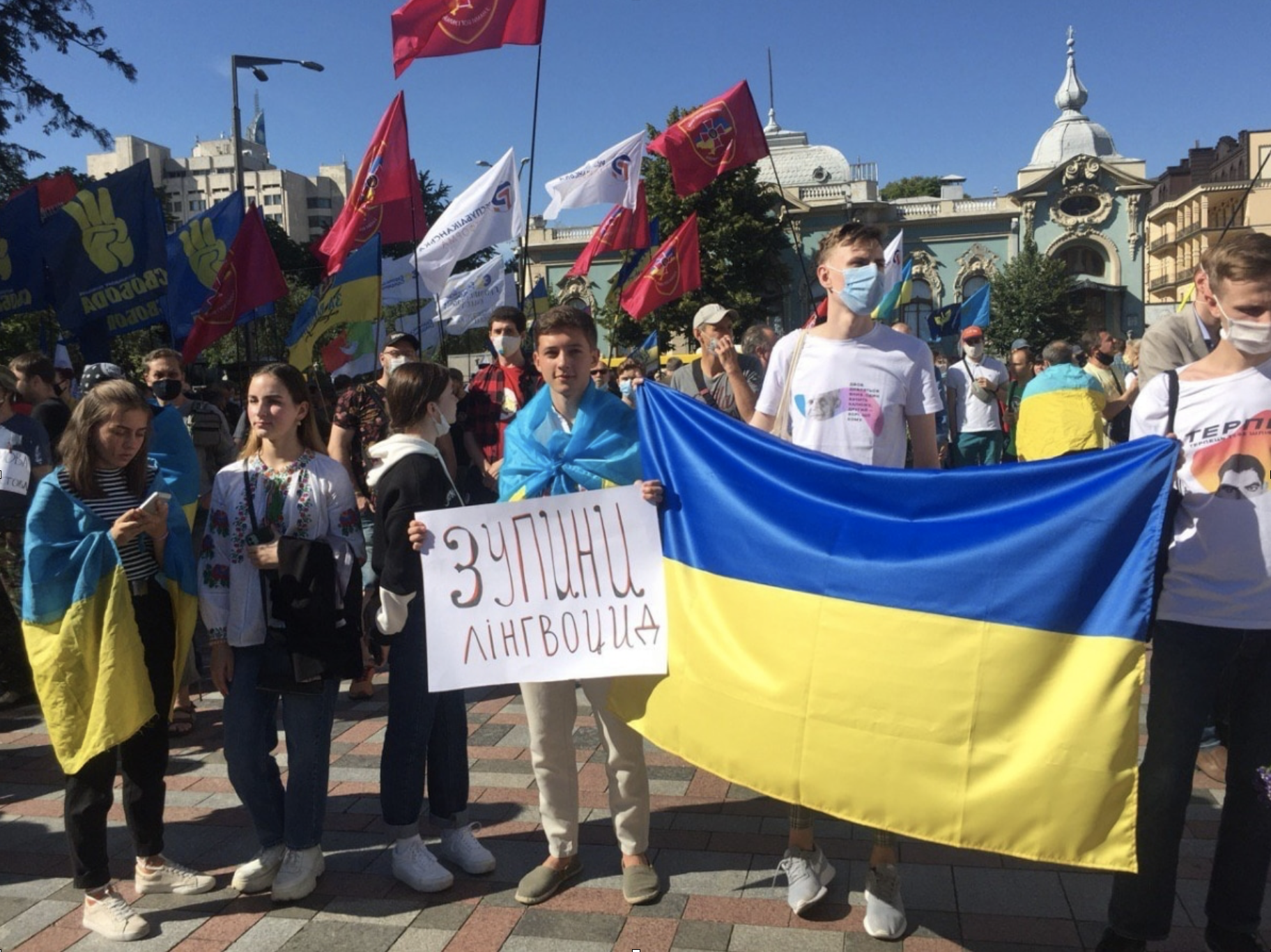
Demonstracija ukrajinskoj mladeži protiv jezykoubijstvu (2022)

Sinds het uitbreken van Russisch-Oekraïense oorlog en de annexatie van de Krim in februari 2014 wordt in de door Rusland bezette gebieden opnieuw een felle russificatiepolitiek gevoerd, die erop gericht is de Oekraïense taal uit alle sferen van het openbare leven te weren, burgers het recht te ontnemen het Oekraïens te gebruiken, te onderwijzen en te leren, alsmede personen die hun Oekraïense identiteit publiekelijk uiten – mede door in het Oekraïens te communiceren – te discrimineren en te onderdrukken. Vooral sinds de Russische invasie op 24 februari 2022 vindt er in de bezette gebieden systematische linguïcide plaats, die onder meer tot uitdrukking komt in het onderwijs, de cultuur, radio en televisie. Dit gaat altijd gepaard met dreigementen, fysiek geweld, psychologische druk, vrijheidsbeperking, martelingen, ontvoeringen, moorden en andere misdaden jegens de Oekraïners.

### In andere landen

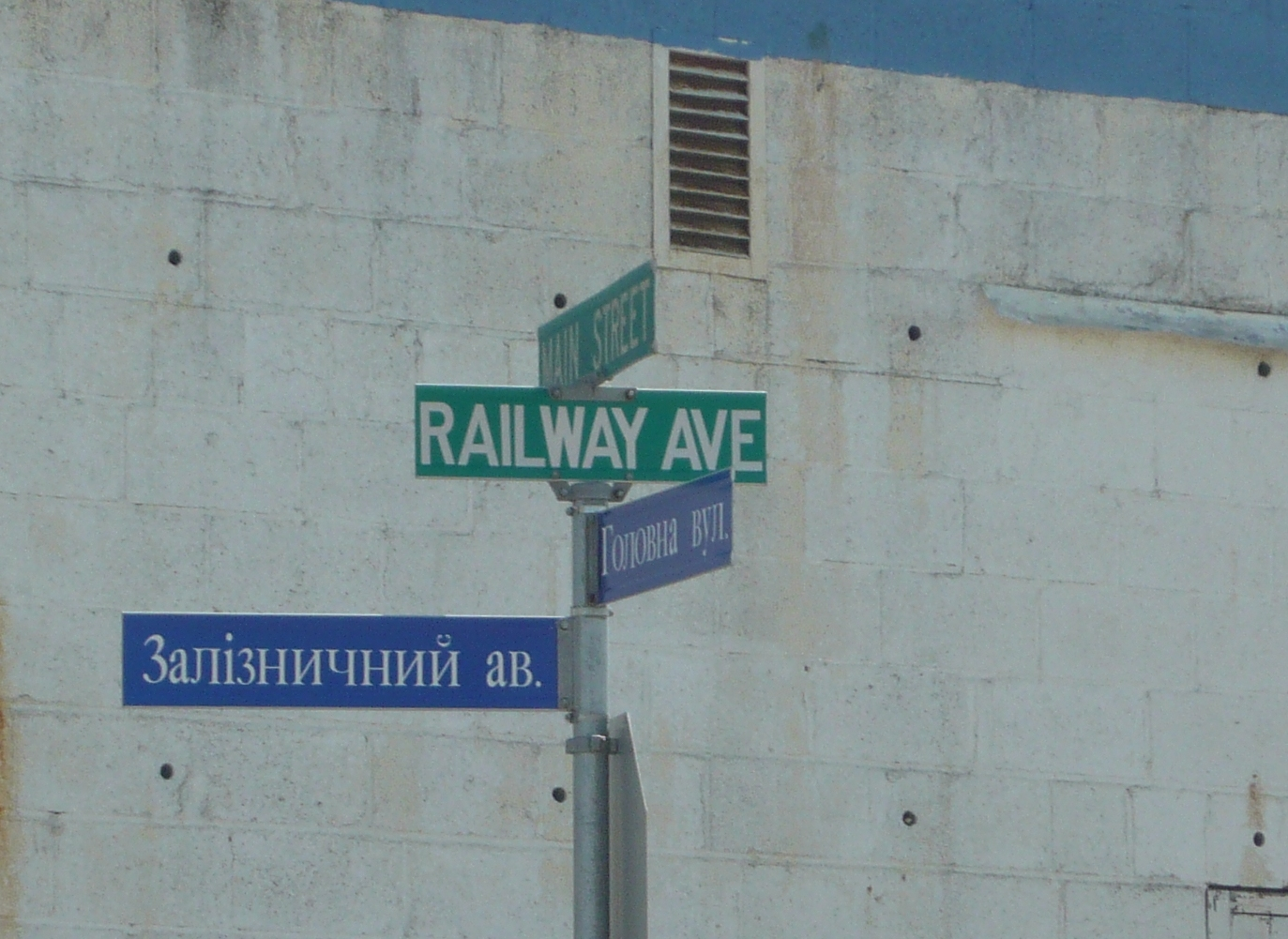
Tweetalige straatnaamborden in Hafford (Saskatchewan) in Canada

Naast het Moldavisch en het Russisch is het Oekraïens een van de drie officiële staatstalen van de niet-erkende republiek Transnistrië, waar Oekraïners 22,9 % van de bevolking uitmaken (2015). Artikel 12 van de Grondwet, aangenomen in het referendum van 24 december 1995 en door de president ondertekend op 17 januari 1996, stelt: "De status van officiële taal wordt op gelijke basis verleend aan het Moldavisch, het Russisch en het Oekraïens." Volgens het internationaal recht is Transnistrië daarentegen een autonome territoriale eenheid binnen de republiek Moldavië, waar het Roemeens, het Oekraïens en het Russisch de status hebben van officiële (regionale) taal. Ongeacht de officiële status in Transnistrië is de positie van het Oekraïens er zwak en is er jegens de Oekraïense bevolking sprake van russificatie.
In andere Europese landen is de status van het Oekraïens geregeld in het Europees Handvest voor regionale talen of talen van minderheden. Op basis daarvan geniet het Oekraïens in Armenië, Bosnië en Herzegovina, Kroatië, Polen, Roemenië, Servië en Slowakije de status van minderheidstaal. Daarnaast is volgens artikel 26 van het Statuut van de Autonome Provincie Vojvodina in Servië het Pannonisch Roetheens, dat door sommigen als een Oekraïens dialect en door anderen als een afzonderlijke taal wordt beschouwd, er een van de zes officiële talen.
Buiten Europa heeft het Oekraïens een officiële status in de Braziliaanse gemeente Prudentópolis, naast het Portugees.

## Verspreiding in Oekraïne
In het dagelijks leven is het Oekraïens overheersend in met name de westelijke oblasten van Oekraïne. Als gevolg van russificatie is de positie van het Oekraïens in de oostelijke en zuidelijke oblasten zwakker en overheerst het Russisch, met name op de Krim, waar het Russisch zelfs voor de meeste Oekraïners de moedertaal is. In Centraal-Oekraïne en in de hoofdstad Kiev worden het Oekraïens en het Russisch naast elkaar gebruikt, al heeft het Oekraïens de afgelopen decennia wel veel terrein gewonnen. Deze regionale verschillen zijn goed zichtbaar op de volgende kaartjes:

Percentage van de bevolking dat het Oekraïens als moedertaal heeft, per oblast (2001)
Percentage van de bevolking met de Oekraïense nationaliteit[20], per oblast (2001)

### Internet
Volgens de zoekmachine Yandex was het grootste aandeel Oekraïense zoekopdrachten in dit systeem in de herfst van 2010 in de oblast Ternopil – 33%, het kleinste – op de Krim – 3,7%. Zoekopdrachten die op dezelfde manier in het Oekraïens en Russisch waren geschreven, werden echter ook als Russischtalig beschouwd.
Volgens w3techs.com stond de Oekraïense taal op 5 april 2021 op de 16e plaats in de wereld wat betreft prevalentie/gebruik op het internet en vertoonde het een snelle groei in populariteit.
Na het begin van de grootschalige Russische invasie van Oekraïne is het gebruik van de Oekraïense taal in sociale media aanzienlijk toegenomen.
Op 14 december 2023 bevat de website van het platform «Маніфест» meer dan 11.000 Oekraïens-talige YouTube-kanalen.

## Dialecten

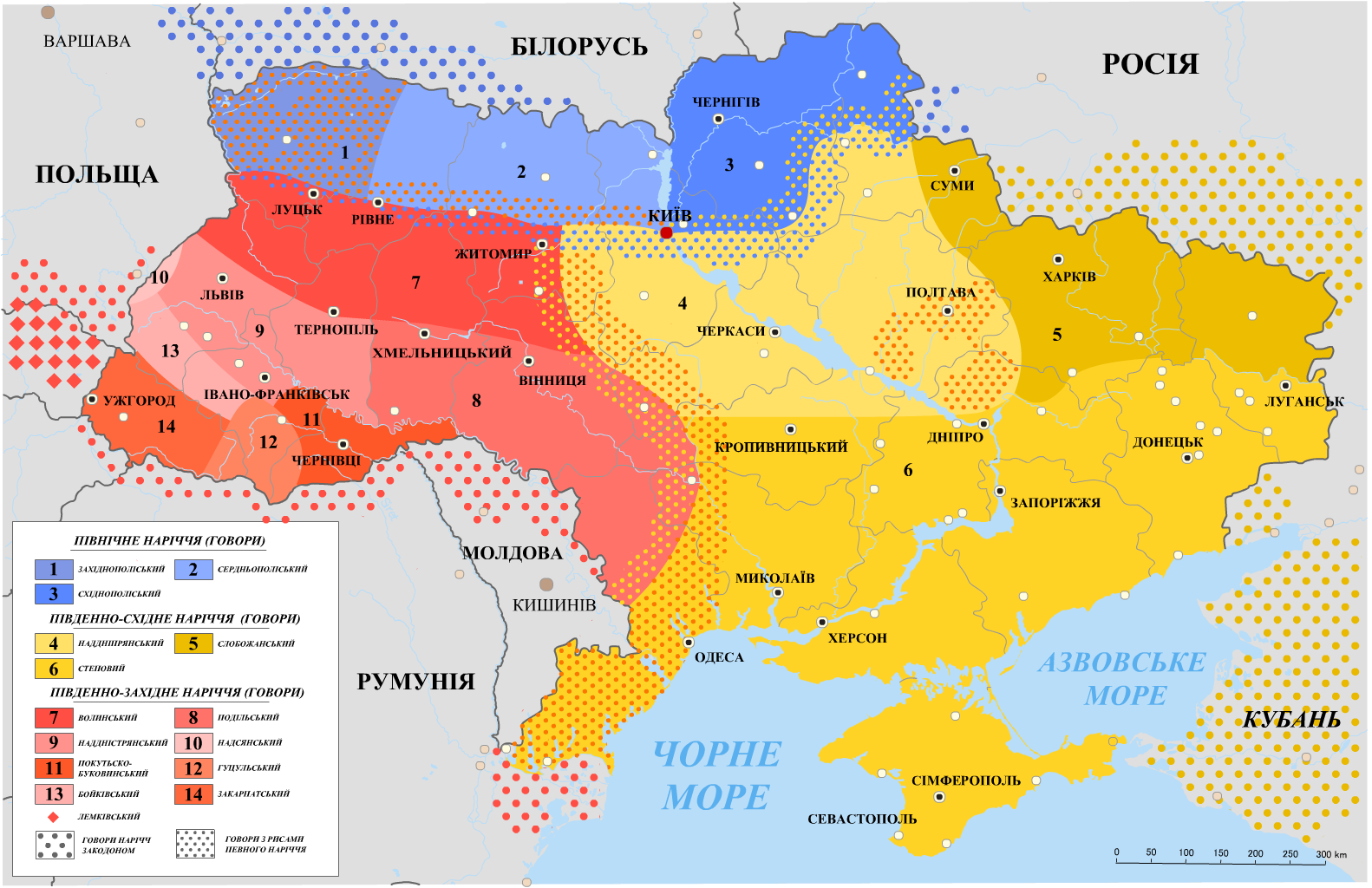
Kaart van dialecten van het Oekraïens:
Noordelijke dialecten
Zuidoostelijke dialecten
Zuidwestelijke dialecten

Het Oekraïens bestaat ruwweg uit drie dialectgroepen:
- Noordelijke dialecten: dialecten van West-Polesië (1), Centraal-Polesië (2) en Oost-Polesië (3).
- Zuidoostelijke dialecten: Midden-Dnjeprisch, tevens de basis voor het Standaard-Oekraïens (4), Sloboda-Oekraïens (5) en het steppedialect van Zuid- en Zuidoost-Oekraïne (het oorspronkelijke dialect van de Zaporozje-Kozakken) (6). Tot deze laatste categorie behoort ook het Balatsjka, dat ten oosten van Oekraïne in de Koeban wordt gesproken.
- Zuidwestelijke dialecten: dialecten van de Bojken (13), de Lemken en de Hoetsoelen (12), Boven-Dnjestrisch (of Galicisch) (9), Podolische dialecten (8), Volhynische dialecten (7), Transkarpatische dialecten (14), San-dialecten (10) en dialecten van de Boekovina (11).

Naast deze dialecten wordt ook het Roetheens of Rusinisch door sommigen als een Oekraïens dialect, door anderen als een afzonderlijke taal beschouwd. Deze taal bestaat overigens feitelijk uit twee kleine talen: het Karpato-Roetheens, dat gesproken wordt in Transkarpatië, Slowakije en Polen, en het Pannonisch Roetheens, dat gesproken wordt in voormalig Joegoslavië, vooral in de Vojvodina.
Ook het Soerzjyk (суржик), een niet-genormeerde en sterk gerussificeerde vorm van het Oekraïens, kan in zekere zin tot de Oekraïense dialecten worden gerekend. In deze mengtaal, die vooral in het noorden en midden van Oekraïne wordt gesproken, wordt een hoofdzakelijke Russische woordenschat gecombineerd met een hoofdzakelijk Oekraïense grammatica.

## Woordenschat

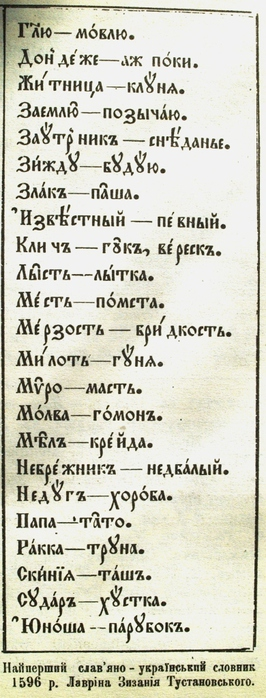
Een fragment van het eerste Roetheense woordenboek, geschreven in 1596 door Lavrentij Zizanija. Links Kerkslavisch, rechts Roetheens (ook wel Prosta mova "eenvoudige taal" genoemd)

Het Oekraïens is een Slavische taal met vele eigenschappen die het meer of juist minder dicht bij de naburige Slavische talen (Wit-Russisch, Russisch, Pools, Slowaaks en Bulgaars) plaatsen. In lexicaal opzicht staat het Wit-Russisch het dichtst bij het Oekraïens (84 % gemeenschappelijke woorden), gevolgd door het Pools (70 %), Slowaaks (68 %) en het Russisch (62 %). Ter vergelijking: in het geval van Nederlands en Engels is de correspondentie 63 %, in het geval van het Zweeds en het Noors 84 %.
Ook volgens de Swadeshlijst (een lijst van 207 universele woorden, die vaak wordt gebruikt voor vergelijkingen tussen talen) staat het Oekraïens het dichtst bij het Wit-Russisch (190 overeenkomsten), gevolgd door het Russisch (172 overeenkomsten) en het Pools (169 overeenkomsten).
De basiswoordenschat van het Oekraïens bestaat uit vier lagen:
- Woorden van Proto-Indo-Europese herkomst (батько/batko "vader", матір/matir "moeder", сестра/sestra "zuster", дім/dim "huis", вовк/vovk "wolf", бути/boety "zijn", жити/zjyty "leven", їсти/jisty "eten", enz.);
- Woorden afkomstig uit het Oerslavisch (коса/kosa "zeis", сніп/snip "schoof", жито/zjyto "rogge", віл/vil "os", корова/korova "koe", ловити/lovyty "vangen", enz.);
- Woorden die uitsluitend in het Oekraïens voorkomen (кисень/kisen "zuurstof", водень/voden "waterstof", мрія/mrija "verlangen", зволікати/zvolikaty "vertragen", зайвий/zajvyj "overbodig", байдужий/bajdoezjyj "onverschillig", примха/prymcha "opwelling, gril", enz.);
- Leenwoorden uit andere Slavische talen (uit het Wit-Russisch: розкішний/rozkisjnyj «luxueus», обридати/obrydaty «bederven», ззаду/zzadoe «van achteren»); uit het Pools: перешкода/peresjkoda "hindernis", обіцяти/obitsjaty "beloven", цікавий/tsikavyj "nieuwsgierig", міць/mits "kracht", принаймні/prynajmni "tenminste", лялька/ljalka "pop"); uit het Tsjechisch: брама/brama "poort", огида/ohyda "gruwel", ярка/jarka "schapenvacht"; uit het Bulgaars: храм/chram "tempel", глава/hlava "hoofd", владика/vladyka "bisschop", сотворити/sotvoryty "creëren", enz.).

De rest van de woordenschat bestaat uit woorden die op latere momenten uit andere talen zijn overgenomen, meestal uit het Oudgrieks (bv. огірок/ohirok "augurk", троянда/trojanda "roos"), het Latijn (bv. мета/meta "doel", капуста/kapoesta "kool") en het Oudkerkslavisch (bv. приязнь/pryjazn "vriendschap", злочин/zlotsjyn "misdaad") Tijdens de Sovjetperiode zijn ook veel russicismen het Oekraïens binnengedrongen (bv. копійка/kopijka "kopeke", вертоліт/vertolit "helikopter"). Daarnaast kent het Oekraïens woorden die zijn ontleend aan het Duits (bv. фарба/farba "verf", дах/dach "dak"), de Turkse talen (bv. кавун/kavoen "watermeloen", тютюн/tjoetjoen "tabak"), de Semitische talen (bv. марципан/martsypan "marsepein", абрикос/abrykos "abrikoos") en andere. Meer recentelijk dringen ook veel woorden uit het Engels door in het Oekraïens. Niettemin vindt de ontwikkeling van de taal toch voornamelijk plaats vanuit interne bronnen: nieuwe woorden die gebaseerd zijn op bestaande.

## Alfabet
Het Oekraïens wordt geschreven met het Cyrillisch schrift. Evenals het Russische alfabet bestaat het Oekraïense alfabet uit 33 letters. Beide alfabetten zijn echter niet identiek. Het Oekraïens kent vier letters (ґ, і, ї, є) die in het Russisch ontbreken, terwijl het Russische letters ы, э, ё en ъ in het Oekraïens niet voorkomen. Daarnaast worden de letters и en г verschillend uitgesproken en getranscribeerd.
| А а | Б б | В в | Г г | Ґ ґ | Д д | Е е | Є є | Ж ж | З з | И и |
| І і | Ї ї | Й й | К к | Л л | М м | Н н | О о | П п | Р р | С с |
| Т т | У у | Ф ф | Х х | Ц ц | Ч ч | Ш ш | Щ щ | Ь ь | Ю ю | Я я |

Van bovenstaande letters staan er 21 voor medeklinkers (б, в, г, ґ, д, ж, з, к, л, м, н, п, р, с, т, ф, х, ц, ч, ш, щ) en 10 voor klinkers (а, е, є, и, і, ї, о, у, ю, я). Daarnaast kent het Oekraïens nog een halfklinker (й) en het zachte teken (ь). Daarnaast zijn er nog twee affricaten, die door een combinatie van twee letters worden weergegeven: дз [d͡z] en дж [d͡ʒ].
Het huidige Oekraïense alfabet is het resultaat van diverse hervormingen die sinds de 19e eeuw hebben plaatsgevonden, zowel binnen het Russische Keizerrijk als in Galicië en later in de Sovjet-Unie. In 1927 is deze verenigde variant, naar de toenmalige minister Mykola Skrypnyk Skrypnykivka genaamd, door een internationale conferentie in Charkiv officieel bekrachtigd in de tijd dat de oekraïnisatie in sovjet-Oekraïne nog in volle gang was. Doordat dit beleid in de jaren dertig weer ongedaan werd gemaakt, ontstonden er verschillen tussen de Oekraïense spelling in Sovjet-Oekraïne en de spelling die door emigranten (met name in Canada en de Verenigde Staten) werd gebruikt. Zo was in de Sovjet-Unie de letter ґ van 1933 tot 1990 verboden.
Naast het Cyrillische alfabet zijn er in het verleden ook diverse pogingen ondernomen om het Latijnse alfabet te gebruiken. Deze varianten worden het in het Oekraïens Latynka genoemd en zijn te vergelijken met het Wit-Russische Łacinka. Daarnaast bestaan er voor het Oekraïens diverse transliteratie- en transcriptieschema's. Zie hiervoor Romanisatie van het Oekraïens.

## Klankleer

Diagram dat laat zien hoe de Oekraïense klinkers (de grote stippen) zich tot hun allofonen verhouden

Het Oekraïens kent 48 fonemen, het grootste aantal van alle Slavische talen:
- 6 klinkers: а /ɑ/, е /ɛ/, і /i/, у /u/, о /ɔ/, и /ɪ/;
- 32 medeklinkers: м /m/, н /n/, нь /nʲ/, б /b/, д /d/, дз /d͡z/, дзь /d͡zʲ/, дж /d͡ʒ/, дь /dʲ/, ґ /ɡ/, п /p/, т /t/, ц /t͡s/, ць /t͡sʲ/, ч /t͡ʃ/, ть /tʲ/, к /k/, в /w/, й /j/[57], г /ɦ/, з /z/, зь /zʲ/, ж /ʒ/, ф /f/, с /s/, сь /sʲ/, ш /ʃ/, х /x/, л /l/, ль /lʲ/, рь /rʲ/, р /r/;
- 10 dubbele medeklinkers: de zachte нн /ɲː/, дд /ɟː/, тт /cː/, лл /ʎː/, цц /t͡sʲː/, зз /zʲː/, сс /sʲː/, чч /t͡ʃʲː/, жж /ʒʲː/, шш /ʃʲː/.
- Daarnaast kent het Oekraïens vier gejoteerde klinkers, die evenwel geen zelfstandige klanken vertegenwoordigen: є /jɛ/, ї /ji/, ю /ju/, я /jɑ/.

### Klinkers
In het Oekraïens worden de klinkers zowel in beklemtoonde als in onbeklemtoonde lettergrepen helder en duidelijk uitgesproken, met dien verstande dat ze in onbeklemtoonde lettergrepen korter en duidelijker worden uitgesproken. De voor het Russisch kenmerkende reductie van korte klinkers is in het Oekraïens afwezig. 
Wanneer de j-klank gevolgd wordt door een klinker, wordt dit weergegeven door middel van één letter (я, є, ї, ю - resp. ja, je, ji, joe), tenzij de /j/ deel uitmaakt van een voorvoegsel (най-, якнай-, щонай-), bijvoorbeeld: найекологічніший najekologitsjnisjyj "meest ecologisch". Het Oekraïens heeft geen equivalent van de Russische en Wit-Russische letter ё (jo) en gebruikt in plaats daarvan de combinatie ьо (na een medeklinker) of йо (in andere gevallen).

### Medeklinkers
De meeste medeklinkers bestaan in het Oekraïens in drie versies, te weten: hard, zacht (gepalataliseerd) en lang, bijvoorbeeld: л, ль, лл, of н, нь, нн. Welke van de drie van toepassing is, hangt meestal af van de klinker die erop volgt. In bepaalde gevallen wordt het zachte teken ь of de apostrof ’ (als hard teken) gebruikt. Lengte wordt aangegeven door een medeklinker te verdubbelen. 
Gepalataliseerde dubbele medeklinkers (zoals ннь of ддь) corresponderen met het Oerslavische suffix *-ьје:
| /nʲ/  | знання / znannja "kennis"     | /znɑˈɲːɑ/    |
| /dʲ/  | суддя / soeddja "rechter"     | /suˈɟːɑ/     |
| /tʲ/  | життя / zjyttja "leven"       | /ʒɪ̞ˈcːɑ/     |
| /lʲ/  | зілля / zillja "brouwsel"     | /ˈzʲiʎːɑ/    |
| /t͡sʲ/ | міццю / mitsju "met kracht"   | /ˈmʲit͡sʲːu/  |
| /zʲ/  | мотуззя / motoezzja "touwtje" | /moˈtuzʲːɑ/  |
| /sʲ/  | колосся / kolossja "kolf"     | /kɔˈlɔsʲːɑ/  |
| /t͡ʃ/  | обличчя / oblitsje "gezicht"  | /ɔˈblɪt͡ʃʲːɑ/ |
| /ʒ/   | збіжжя / zbizja "graan"       | /ˈzbʲiʒʲːɑ/  |
| /ʃ/   | затишшя / zatysja "kalmte"    | /zɑˈtɪʃʲːɑ/  |

Opmerking:
^  In populaire transcripties, waaronder de Nederlandse, worden de dubbele medeklinkers жж, хх, цц, чч, шш meestal gereduceerd tot één.

De affricaten /d͡z/ en /d͡ʒ/ hebben geen eigen letter, maar worden weergegeven door middel van twee letters: дз respectievelijk дж.

## Grammatica
In het Oekraïens wordt normaalgesproken onderscheid gemaakt tussen tien woordsoorten:
- zelfstandige: zelfstandig naamwoord, werkwoord, bijvoeglijk naamwoord, telwoord, voornaamwoord, bijwoord;
- ondersteunende (zonder eigen betekenis in de tekst): voegwoord, voorzetsel, partikel
- tussenwerpel.

Het Oekraïens heeft een typisch Slavische, sterk flecterende grammatica. Zelfstandige en bijvoeglijke naamwoorden, voornaamwoorden, telwoorden en werkwoorden worden verbogen of vervoegd. De resterende woordsoorten zijn onveranderlijk. 

### Zelfstandig naamwoord
Zelfstandige naamwoorden worden gekenmerkt door geslacht (mannelijk, vrouwelijk, onzijdig); getal (enkelvoud, meervoud en enkele versteende overblijfselen van een tweevoud); zeven naamvallen (nominatief, accusatief, genitief, datief, instrumentalis, locatief en vocatief); en vier verschillende declinaties.
Hieronder een voorbeeld van de verbuiging:
| Naamval        | Voorbeeld                                         |
| -------------- | ------------------------------------------------- |
| Nominatief     | брат, ріка "broer" (m.), "rivier" (f.) brat, rika |
| Genitief       | брата, ріки brata, riky                           |
| Datief         | братові/-у, рікі bratovi/-oe, riki                |
| Accusatief     | брата, ріку brata, rikoe                          |
| Instrumentalis | братом, рікою/-й bratom, rikojoe/-oj              |
| Locatief       | браті/-ові, рікі brati/-ovi, riki                 |
| Vocatief       | брате, ріко brate, riko                           |

### Persoonlijk voornaamwoord
De persoonlijke voornaamwoorden luiden (in de nominatief): я (ja) "ik"; ти (ty) "jij"; він (vin) "hij"; вона (vona) "zij"; воно (vono) "het"; ми (my) "wij"; ви (vy) "jullie, u"; вони (vony) "zij (meervoud)". Het reflexief persoonlijk voornaamwoord is себе (sebe) of (clitisch) -ся (-sja) "zich". Onderstaande tabel laat zien hoe deze worden verbogen:
| Naamval        | Enkelvoud   | Enkelvoud     | Enkelvoud             | Enkelvoud        | Meervoud  | Meervoud  | Meervoud         | Wederkerig    |
| Naamval        | 1           | 2             | 3 (m., o.)            | 3 (v.)           | 1         | 2         | 3                | Wederkerig    |
| -------------- | ----------- | ------------- | --------------------- | ---------------- | --------- | --------- | ---------------- | ------------- |
| Nominatief     | я ja        | ти ty         | він, воно vin, vono   | вона vona        | ми my     | ви vy     | вони vony        | –             |
| Genitief       | менe mene   | тебe tebe     | його/нього joho/njoho | її/неї jiji/neji | нас nas   | вас vas   | їх/них jich/nych | себе sebe     |
| Datief         | менi meni   | тебi tebi     | йому jomoe            | їй jij           | нам nam   | вам vam   | їм jim           | собі sobi     |
| Accusatief     | менe mene   | тебe tebe     | його/нього joho/njoho | її/неї jiji/neji | нас nas   | вас vas   | їх/них jich/nych | себе sebe     |
| Instrumentalis | мною mnojoe | тобою tobojoe | ним nym               | нею nejoe        | нами namy | вами vamy | ними nymy        | себою sebojoe |
| Locatief       | менi meni   | тебi tebi     | ньому/нім njomoe/nim  | ній nij          | нас nas   | вас vas   | них nych         | собі sobe     |

Opmerkingen:
1. In de vormen мене, тебе en себе verandert de klemtoon na een voorzetsel, bv. менé "mij", про мéне "over mij".
2. De vormen die met een н- beginnen, worden gebruikt na een voorzetsel, bv. її «haar», про неї «over haar».
3. Het woord ви "jullie" wordt niet alleen in het meervoud gebruikt, maar ook als beleefdheidsvorm in het enkelvoud ("u").

### Bijvoeglijk naamwoord
Bijvoeglijke naamwoorden worden verbogen naar geslacht, getal en naamval en corresponderen met het zelfstandig naamwoord. De verbuiging is als volgt:
| Naamval        | Enkelvoud                  | Enkelvoud                  | Enkelvoud     | Meervoud               |
| Naamval        | mannelijk                  | onzijdig                   | vrouwelijk    | Meervoud               |
| -------------- | -------------------------- | -------------------------- | ------------- | ---------------------- |
| Nominatief     | білий bilyj "wit"          | біле bile                  | біла bila     | білi bili              |
| Genitief       | білого biloho              | білого biloho              | білої biloji  | білих bilych           |
| Datief         | білому bilomoe             | білому bilomoe             | білiй bilij   | білим bilym            |
| Accusatief     | білий/білого biloho        | біле bile                  | білу bily     | білі/білих bili/bilych |
| Instrumentalis | білим bilym                | білим bilym                | білою bilojoe | білими bilymy          |
| Locatief       | білому/білiм bilomoe/bilim | білому/білiм bilomoe/bilim | білiй bilij   | білих bilyh            |

Een aantal bijvoeglijke naamwoorden heeft in het mannelijk geslacht naast bovenstaande "lange" vorm ook een korte, onveranderlijke vorm, die alleen zelfstandig wordt gebruikt: ясен / jasen "helder", дрібен / driben "klein", зелен / zelen "groen", повен / poven "vol", enz.
Anderzijds kunnen de vrouwelijke en onzijdige vormen van het bijvoeglijk naamwoord in de nominatief en accusatief enkel- en meervoud ook een ongecomprimeerde vorm hebben, die niet kenmerkend is voor het Oekraïens en vooral voorkomt in volkskunst en poëzie:: гарная / harnaja, гарнеє / harneje, гарнії / harniji "mooi", in plaats van de gebruikelijke vormen гарна / harna, гарне / harne, гарні / harni.

### Telwoord
De hoofdtelwoorden van 1 t/m 10 luiden: один (odyn), одна (odna), одне (odne) "een"; два (dva), дві (dvi) "twee"; три (try) "drie"; чотири (tsjotyry) "vier"; п’ять (pjat) "vijf"; шість (sjist) "zes"; сім (sim) "zeven"; вісім (visim) "acht"; дев’ять (devjat) "negen"; десять (desjat) "tien".

### Werkwoord
Zoals in alle Slavische talen het geval is, bestaan de meeste Oekraïense werkwoorden in aspectparen. Een perfectief werkwoord impliceert dat de handeling is of zal worden voltooid en de nadruk ligt op het resultaat van de handeling, niet op het verloop ervan. Een imperfectief werkwoord concentreert zich juist op het verloop en/of de duur van de handeling en wordt ook gebruikt om gewoontes en zich herhalende patronen uit te drukken. Perfectieve werkwoorden zijn meestal te herkennen aan een voorvoegsel, maar soms ook aan een klinkerwisseling. Werkwoorden worden vervoegd naar tijd (tegenwoordige tijd, voltooid verleden tijd, onvoltooide verleden tijd, toekomende tijd), persoon (eerste, tweede en derde persoon), getal (enkelvoud, meervoud), actief/passief en modus (indicatief, imperatief, conditionalis, infinitief). Daarnaast zijn er deelwoorden.
De werkwoordstijden zijn:
- tegenwoordige tijd (читає / tsjytaje "leest")
- verleden tijd (читав / tsytav "las, heeft gelezen")
- toekomende tijd (drie vormen):
  - simpel (perfectief) (прочитає / protsjytaje "zal lezen, zal gelezen hebben")
  - synthetisch (читатиме / tsjytatyme "zal lezen")
  - samengesteld (буде читати / bude tsjytaty "zal lezen")
- voltooid verleden tijd (був читав / boev tsjytav "had gelezen")

In de verleden tijd wordt een werkwoord niet vervoegd naar persoon, maar naar geslacht en getal van het onderwerp.
De synthetische toekomende tijd is een bijzonderheid van het Oekraïens, die niet in andere Slavische talen voorkomt.

## Voorbeelden

### Nuttige uitdrukkingen
| Oekraïens     | Geluid | Transcriptie    | Vertaling               |
| ------------- | ------ | --------------- | ----------------------- |
| Привіт        |        | Pryvit          | Hallo, hoi (informeel)  |
| Добрий день   |        | Dobryj den’     | Goedendag               |
| Дoбpого ранку |        | Dobroho ranku   | Goedemorgen             |
| Добрий вечір  |        | Dobryj vetsjir  | Goedenavond             |
| До побачення  |        | Do pobatsjennja | Tot ziens               |
| Бувай         |        | Boevaj          | Vaarwel                 |
| На добраніч   |        | Na dobranitsj   | Goedenacht, welterusten |
| Будь ласка    |        | Boed’ laska     | Alstublieft             |
| Дякую         |        | Djakoejoe       | Bedankt                 |
| Вибач         |        | Vybatsj         | Pardon, excuseer        |

### Universele verklaring van de rechten van de mens, artikel 1
| Oekraïens | Transcriptie | Vertaling |
| --- | --- | --- |
| Загальна декларація прав людини, стаття 1. | Zahal’na deklaratsija prav ljoedyny, stattja 1. | Universele verklaring van de rechten van de mens, artikel 1. |
| Всі люди народжуються вільними і рівними у своїй гідності та правах. Вони наділені розумом і совістю і повинні діяти у відношенні один до одного в дусі братерства. | Vsi ljoedy narodzjoejoet’sja vil’nymy i rivnymy u svojij hidnosti ta pravach. Vony nadileni rozumom i sovistjoe i povynni dijaty u vidnosjenni do odnogo v dusi braterstva. | Alle mensen worden vrij en gelijk in waardigheid en rechten geboren. Zij zijn begiftigd met verstand en geweten, en behoren zich jegens elkander in een geest van broederschap te gedragen. |

## Voetnoten
1. ↑  (en)  Ukrainian. Ethnologue. Language of the World. Geraadpleegd op 21 maart 2023.
2. 1 2  (de)  Daniel Bunčić (2006): Die ruthenische Schriftsprache bei Ivan Uževyč unter besonderer Berücksichtigung seines Gesprächsbuchs Rozmova/Besěda: Mit Wörterverzeichnis und Indizes zu seinem ruthenischen und kirchenslavischen Gesamtwerk. München: Verlag Otto Sagner. Blz. 39.
3. ↑  (en)  Yaroslav Hrytsak (2005): On Sails and Gales, and Ships Driving in Various Directions: Post-Soviet Ukraine as a Test Case for the Meso-Area Concept. in: Kimitaka Matsuzato red.: Emerging meso-areas in the former socialist countries: histories revived or improvised? Slavic Research Center, Hokkaido University. Blz. 57.
4. ↑  (en)  Nicholas Chirovsky (1973): On the Historical Beginnings of Eastern Slavic Europe: Readings. New York: Shevchenko Scientific Society. Blz. 184.
5. ↑  (uk)  Граматика Івана Ужевича. Енциклопедія Історії України. Geraadpleegd op 20 maart 2023.
6. ↑  (pl)  Ukraiński język. Encyklopedia PWN. Geraadpleegd op 20 maart 2023.
7. ↑  (en)  Sogu Hong (1998): Mykola Kostomarov and Ukrainian Folklore]. Edmonton: University of Alberta.
8. ↑  (en)  Jonathan Steele (1994): Eternal Russia : Yeltsin, Gorbachev, and the mirage of democracy. Cambridge, Harvard University Press. Blz. 217.
9. ↑  (ru) Александровский, И. С. (2009). «Язык» или «наречие?» Полемика вокруг украинского языка в XIX в.. Вестник МГОУ (№ 1): 51.  Gearchiveerd van origineel op 21 april 2013. Geraadpleegd op 2 mei 2025.
10. ↑  (ru)  Валуевский циркуляр. Wikisource. Geraadpleegd op 19 maart 2023.
11. ↑  (ru)  Эмский указ. Wikisource. Geraadpleegd op 19 maart 2023.
12. ↑  Jan van Steenbergen (2007): De Oekraïners in Polen als factor in de Pools-Oekraïense betrekkingen. Universiteit van Amsterdam: doctoraalscriptie Oost-Europese Studies. Blz. 26.
13. ↑  (en)  Laada Bilaniuk (2006): Contested Tongues: Language Politics and Cultural Correction in Ukraine. Cornell Univ. Press. Blz. 78.
14. ↑  Jan van Steenbergen (2007): De Oekraïners in Polen als factor in de Pools-Oekraïense betrekkingen. Universiteit van Amsterdam: doctoraalscriptie Oost-Europese Studies. Blz. 52.
15. ↑  (uk)  Петро Кралюк [Petro Kraljoek]: Українізація від Петра Шелеста. Він намагався утверджувати українську ідентичність. Radio Svoboda, 8 juni 2020. Geraadpleegd op 15 maart 2023.
16. ↑  (pl)  Mykola Rjabčuk (1995): “Od ‘Małorosji’ do ‘Indoeuropy’: stereotyp ‘narodu’ w ukraińskiej społecznej świadomości i myśli społecznej”. In: Teresa Wałas red.: Narody i stereotypy. Kraków. Blz. 113–119.
17. ↑  (en)  Law of the Ukrainian Socialist Soviet Republic. On Languages in Ukrainian Socialist Soviet Republic.
18. ↑  (uk) Про мови в Українській РСР. Верховна Рада України (10 augustus 2012). Geraadpleegd op 3 mei 2025.
19. ↑  (uk) Конституція України (1 januari 2020). Geraadpleegd op 3 mei 2025.
20. 1 2  "Nationaliteit" heeft hier geen betrekking staatsburgerschap, maar op nationaliteit in etnische zin, zoals dat ook in de Sovjet-Unie gebruikelijk was.
21. ↑  About number and composition population of KYIV REGION by data All-Ukrainian census of the population 2001. Державний комітет статистики України. Geraadpleegd op 20 maart 2023.
22. ↑  (uk) Закон України про засади державної мовної політики. Верховна Рада України (1 januari 2025). Geraadpleegd op 3 mei 2025.
23. 1 2  (en)  Russian spreads like wildfires in dry Ukrainian forest. Kyiv Post, 23 augustus 2015. Geraadpleegd op 20 maart 2023.
24. ↑  Ukraine Turns to Its Oligarchs for Political Help. The New York Times, 2 maart 2014.
25. ↑  (uk)  Закон про мовну політику Ківалова-Колесніченка визнано неконституційним. Українські новини, 28 februari 2018. Geraadpleegd op 20 maart 2023.
26. ↑  (uk)  Про забезпечення функціонування української мови як державної. Верховна Рада України. Geraadpleegd op 20 maart 2023.
27. ↑  (en)  Liudmyla Pidkuimukha (2020): Law of Ukraine “On ensuring the functioning of Ukrainian as the state language”: The status of Ukrainian and minority languages. Forum for Ukrainian Studies, 20 oktober 2020. Geraadpleegd op 20 maart 2023.
28. ↑  (uk)  (10 augustus 2012). Закон України «Про засади державної мовної політики» від 03.07.2012 № 5029-VI. Голос України (№ 146).  Gearchiveerd van origineel op 26 februari 2017. Geraadpleegd op 4 mei 2025. : statija 6 č. 4
29. ↑  (uk)  (30 april 2013). Порядок затвердження словників української мови і довідників з українського правопису як загальнообов’язкових довідкових посібників при використанні української мови та офіційного видання таких довідників, затверджений постановою Кабінету Міністрів України від 22 квітня 2013 р. № 298. Урядовий Кур’єр (№ 81).  Gearchiveerd van origineel op 9 augustus 2018.
30. ↑  (uk) Огляд щодо обмеження функціонування української мови на тимчасово окупованих територіях України. Уповноважений із захисту державної мови (19 februari 2021). Geraadpleegd op 5 mei 2025.
31. ↑  (uk) Стоп лінгвоцид. Уповноважений із захисту державної мови. Geraadpleegd op 5 mei 2025.
32. ↑  Moldavisch: Roemeens geschreven in het cyrillisch.
33. ↑  (ru) Перепись населения ПМР (9 maart 2017). Gearchiveerd op 31 mei 2018. Geraadpleegd op 5 mei 2025.
34. ↑  (ru) Конституция Приднестровской Молдавской Республики. Ministerstvo vněšnjih děl Pridněstrovskoj moldavskoj republiky. Geraadpleegd op 5 mei 2025.
35. ↑  Tot 2013 het Moldavisch, maar dan geschreven in het Latijnse alfabet.
36. ↑  (ru) Закон Nr. 173 от 22.07.2005 об основных положениях особого правового статуса населенных пунктов левобережья Днестра (Приднестровья). Gearchiveerd op 31 maart 2022. Geraadpleegd op 5 mei 2025.
37. ↑  (uk) "Український інтерес в Придністров’ї", 8 november 2011. Geraadpleegd op 5 mei 2025.
38. ↑  (en) Reservations and Declarations for Treaty No.148 - European Charter for Regional or Minority Languages (Status as of 07/10/2020). Council of Europe. Gearchiveerd op 7 oktober 2020. Geraadpleegd op 5 mei 2025.
39. ↑  (en) Shevelov, George Y. (2002). The Slavonic Languages. Routledge, London, "Ukrainian", pp. 996. ISBN 0-415-28078-8.
40. ↑  (uk) Русинська мова. Gearchiveerd op 17 juni 2008. Geraadpleegd op 5 mei 2025.
41. ↑  (sr) Статут Аутономне Покрајине Војводине. Gearchiveerd op 28 september 2013. Geraadpleegd op 5 mei 2025.
42. ↑  (pt) Língua Ucraniana é oficialmente a Língua Co-oficial do município de Prudentópolis. Nossa Gente (6 oktober 2021). Gearchiveerd op 25 februari 2022. Geraadpleegd op 5 mei 2025.
43. ↑   (uk) Українська інтернет-статистика. Gearchiveerd op 22 травня 2011.
44. ↑  Usage Statistics and Market Share of Content Languages for Websites, April 2021. w3techs.com. Gearchiveerd op 17 augustus 2019. Geraadpleegd op 5 april 2021.
45. ↑  Historical yearly trends in the usage statistics of content languages for websites, April 2021. w3techs.com. Geraadpleegd op 5 april 2021.
46. ↑  Usage Statistics and Market Share of Ukrainian for Websites, April 2021. w3techs.com. Geraadpleegd op 5 april 2021.
47. ↑  "Радикальний прогрес". У соцмережах української стало набагато більше, – дослідження.
48. ↑  Маніфест — рейтинг ютуб-каналів українською.
49. ↑  (pl)  ukraiński język. PWN. Geraadpleegd op 21 maart 2023.
50. ↑  (en)  Laada Bilaniuk (2004): A typology of surzhyk: Mixed Ukrainian-Russian language. International Journal of Bilingualism, nr. 8 (4), blz. 409-425. Geraadpleegd op 21 maart 2023.
51. ↑  (uk) Мови Європи: відстані між мовами за словниковим складом. Gearchiveerd op 21 maart 2015.
52. ↑  Swadeshlijst voor de Slavische talen.
53. ↑  (uk) Старослов'янізми. Gearchiveerd op 6 maart 2016. Geraadpleegd op 5 mei 2025.
54. ↑  (uk) Запозичення до української мови. Gearchiveerd op 22 mei 2011. Geraadpleegd op 5 mei 2025.
55. ↑  (uk) Українська мова. Ministerstvo vněšnjih děl Ukrajiny. Gearchiveerd op 25 juni 2006. Geraadpleegd op 5 mei 2025.
56. ↑  (uk) Коструба, П.П. (1969). Сучасна українська літературна мова. Вступ. Фонетика, Kyjev, "Фонологічна система української літературної мови. Чергування фонем і його функції".
57. ↑  Volgens andere classificaties is й /j/ een halfklinker.
58. ↑  (uk) Жовтобрюх, М.А., Кулик, Б.М. (1965). Курс сучасної української літературної мови, Kyjev.
59. ↑  (uk) Вихованець, І.Р. (1988). Частини мови в семантико-граматичному аспекті, Kyjev.
60. ↑  (uk) Самійленко, С.П. (1966). Категорія роду. Українська мова і література в школі (1965 № 10, 1966 № 5).
61. ↑  (uk) Жовтобрюх, М.А. (2000). Українська мова: Енциклопедія. Українська енциклопедія, Kyjev, "Двоїна". ISBN 966-7492-07-9.
62. ↑  (uk) Вихованець, І.Р. (1987). Система відмінків української мови, Kyjev.
63. ↑  (uk) Пронь, К.Л. (1972). Нестягнені форми прикметників в українській мові. Українська мова і література в школі (№ 7).
64. ↑  (uk) Русанівський, В.М. (2003). Граматика української мови: Морфологія. Либідь, Kyjev, "Дієслово".
65. ↑   Universal Declaration of Human Rights - Ukrainian (Ukrayins'ka). ohchr.org.
66. ↑  Iryna Tarnavska, Ukraine, reading article 1 of the Universal Declaration of Human Rights. YouTube, 2018 gustul 6.
67. ↑  Universal Declaration of Human Rights - Dutch (Nederlands). United Nations Department of Public Information, NY. Geraadpleegd op 27 maart 2023.